# 小行星14104
小行星14104（14104 Delpino）是一颗绕太阳运转的小行星，为主小行星带小行星。该小行星于1997年10月发现。

## 轨道参数
小行星14104的轨道半长轴为473 254 544 km，3.1634662 UA，离心率为0.059。